# Kinzigite
Le Kinzigite (De la rivière Kinzig, Forêt Noire, Allemagne) est une roche métamorphique, catazonale, de type gneissique. Cette roche représenterait des résidus d'anatexie, et elle est couramment associée à des gneiss, leptynites, et/ou à des granulites.

## Sources
D'après le Dictionnaire de Géologie, A.Foucault, J-F. Raoult (Dunod)